# Kurt von Schleicher
Kurt von Schleicher (n. 7 aprilie 1882 – d. 30 iunie 1934) a fost un general german și ultimul cancelar al Germaniei (3 decembrie 1932 - 28 ianuarie 1933) în perioada Republicii de la Weimar. Personaj important în eforturile Armatei Germane de a evita restricțiile impuse prin Tratatul de la Versailles, Schleicher a ajuns la putere ca urmare a faptului că era un consilier apropiat al președintelui Paul von Hindenburg. Șaptesprezece luni după demisia sa, el a fost asasinat din ordinul succesorului său, Adolf Hitler, în Noaptea cuțitelor lungi.

## Introducere
Kurt von Schleicher, fiul unui ofițer de armată prusac, sa născut în Brandenburg , Germania , pe 4 iulie 1882. A intrat în armata germană în 1900 și în timpul Primului Război Mondial a fost un general cu privire la personalul de Paul von Hindenburg .
După război Schleicher a ajutat la organizarea de Freikorps . În 1923 a lucrat îndeaproape cu generalul Hans von Seeckt , șef al Comandamentului Armatei. El a rămas aproape de Paul von Hindenburg și după ce a fost ales președinte în 1925, Schleicher a lucrat ca consilier politic. De asemenea, el a servit ca șef al diviziei Forțelor Armate din cadrul Ministerului Reichswehr. Potrivit Louis L. Snyder : "Kurt von Schleicher a fost un maestru lipsit de scrupule de intrigi politice, zadar și ambițios, el a căutat să promoveze propria influență și că a Armatei."